# Carlo Teodoro di Baviera (1795-1875)
Carlo Teodoro Massimiliano Augusto di Wittelsbach (Monaco di Baviera, 7 luglio 1795 – Tegernsee, 16 agosto 1875) era il quinto figlio del principe elettore di Baviera Massimiliano IV Giuseppe, più tardi re di Baviera e della prima moglie Augusta Guglielmina d'Assia-Darmstadt.

## Biografia

### Principe di Baviera
A meno di un anno d'età perse la madre e il padre nel 1797 si risposò con Carolina di Baden, da cui ebbe altri otto figli.
Nel 1805 Massimiliano divenne re di Baviera con il nome di Massimiliano I. Carlo Teodoro divenne di conseguenza, dopo il fratello Luigi, pretendente al trono.
Nel 1825, alla morte del padre, fu chiamato a succedergli Luigi, il quale all'epoca aveva già tre figli maschi dalla moglie Teresa di Sassonia-Hildburghausen. La possibilità di sedere un giorno sul trono bavarese divenne quindi ancora più remota per Carlo Teodoro, che nel frattempo aveva intrapreso la carriera militare.

### Carriera militare
Entrato nell'esercito già nel 1813, nel 1841 venne nominato feldmaresciallo.
Quando la Confederazione Germanica, di cui faceva parte il Regno di Baviera, entrò in guerra contro la Prussia il 16 giugno 1865, Luigi II di Baviera nominò comandante supremo dell'esercito bavarese il prozio Carlo Teodoro, benché all'epoca avesse già 71 anni.. Al suo fianco venne posto come stratega militare il generale Ludwig van der Tann
All'inizio della guerra le truppe bavaresi, che costituivano il VII corpo d'armata dell'Unione, vennero inviate verso Nord con l'obiettivo di unirsi al VIII corpo comprendente l'esercito del Württemberg, dell'Assia e del Baden. La scelta di Carlo Teodoro, ormai anziano, e Van der Tann, che aveva fino ad allora ricoperto soltanto mansioni burocratiche presso il Ministero della Guerra, si rivelò sbagliato: le truppe austriache e quelle dell'Unione si ritrovarono separate permettendo all'esercito nemico di penetrare verso sud.
Successivamente l'esercito bavarese, ridotto di dimensioni sotto gli energici assalti prussiani subiti precedentemente, ricevette l'ordine di unirsi ai soldati dello Hannover in ritirata. Carlo Teodoro però, non sapendo dove si trovassero, ritardò la spedizione e l'esercito bavarese arrivò troppo tardi per prestare soccorso.
Il 3 luglio a Koniggratz l'Austria ricevette una dura sconfitta, mentre l'Hannover si arrendeva a Langensalza. Venendo a conoscenza che i prussiani stavano ora marciando verso l'esercito bavarese, interi reggimenti di cavalleria si diedero alla fuga. Il 16 luglio il governo bavarese avviò trattative di pace con la Prussia, che si conclusero con il trattato di Nikolsburg, ponente fine alla Guerra austro-prussiana.

## Matrimoni e figli
Si sposò due volte, contraendo in entrambe matrimonio morganatico.
Il 1º ottobre 1823 sposò Maria Anna Sofia de Pétin (Neuburg, 27 luglio 1796 – Tegernsee, 22 febbraio 1838) dalla quale ebbe tre figli:
- Carolina Sofia (Monaco, 17 ottobre 1816 – Monaco, 25 maggio 1889), la quale sposò a Monaco il 1º maggio 1834 Adolfo, principe di Gumppenberg;
- Massimiliana Teodora (Monaco, 30 settembre 1823 – Monaco, 19 marzo 1885), che sposò a Monaco il 7 luglio 1841 Augusto, conte di Drechselzu Deufstetten;
- Francesca Sofia (Monaco, 10 ottobre 1827 – Starnberg, 2 marzo 1912), che sposò a Tegernsee il 7 luglio 1845 Paolo Martino, Visconte di Almeida.

Nel 1838 rimase vedovo e il 7 maggio 1859 sposò Henriette Schoeller (Monaco, 27 dicembre 1815 – Tegernsee, 20 maggio 1866) dalla quale non ebbe altri figli.

## Antenati
|                                                        |                              |                                                                       | Genitori                                     |  |  | Nonni |  |  | Bisnonni                                 |  |  | Trisnonni                                          |  |
|                                                        |                              |                                                                       |                                              |  |  |       |  |  | Cristiano III del Palatinato-Zweibrücken |  |  | Cristiano II del Palatinato-Zweibrücken-Birkenfeld |  |
|                                                        |                              |                                                                       |                                              |  |  |       |  |  | Cristiano III del Palatinato-Zweibrücken |  |  | Cristiano II del Palatinato-Zweibrücken-Birkenfeld |  |
|                                                        |                              | Caterina Agata di Rappoltstein                                        |                                              |  |  |       |  |  | Cristiano III del Palatinato-Zweibrücken |  |  |                                                    |  |
| Federico Michele di Zweibrücken-Birkenfeld             |                              |                                                                       |                                              |  |  |       |  |  | Cristiano III del Palatinato-Zweibrücken |  |  |                                                    |  |
|                                                        |                              | Carolina di Nassau-Saarbrücken                                        | Luigi Cratone di Nassau-Saarbrücken          |  |  |       |  |  |                                          |  |  |                                                    |  |
|                                                        |                              | Carolina di Nassau-Saarbrücken                                        | Luigi Cratone di Nassau-Saarbrücken          |  |  |       |  |  |                                          |  |  |                                                    |  |
|                                                        |                              | Carolina di Nassau-Saarbrücken                                        | Enrichetta Filippina di Hohenlohe-Langenburg |  |  |       |  |  |                                          |  |  |                                                    |  |
| Massimiliano I Giuseppe di Baviera                     |                              | Carolina di Nassau-Saarbrücken                                        |                                              |  |  |       |  |  |                                          |  |  |                                                    |  |
|                                                        |                              | Giuseppe Carlo del Palatinato-Sulzbach                                | Teodoro Eustachio del Palatinato-Sulzbach    |  |  |       |  |  |                                          |  |  |                                                    |  |
|                                                        |                              | Giuseppe Carlo del Palatinato-Sulzbach                                | Teodoro Eustachio del Palatinato-Sulzbach    |  |  |       |  |  |                                          |  |  |                                                    |  |
|                                                        |                              | Giuseppe Carlo del Palatinato-Sulzbach                                | Maria Eleonora d'Assia-Rotenburg             |  |  |       |  |  |                                          |  |  |                                                    |  |
| Maria Francesca del Palatinato-Sulzbach                |                              | Giuseppe Carlo del Palatinato-Sulzbach                                |                                              |  |  |       |  |  |                                          |  |  |                                                    |  |
|                                                        |                              | Elisabetta Augusta Sofia del Palatinato-Neuburg                       | Carlo III Filippo del Palatinato             |  |  |       |  |  |                                          |  |  |                                                    |  |
|                                                        |                              | Elisabetta Augusta Sofia del Palatinato-Neuburg                       | Carlo III Filippo del Palatinato             |  |  |       |  |  |                                          |  |  |                                                    |  |
|                                                        |                              | Elisabetta Augusta Sofia del Palatinato-Neuburg                       | Ludwika Karolina Radziwiłł                   |  |  |       |  |  |                                          |  |  |                                                    |  |
| Carlo Teodoro I di Baviera                             |                              | Elisabetta Augusta Sofia del Palatinato-Neuburg                       |                                              |  |  |       |  |  |                                          |  |  |                                                    |  |
|                                                        | Luigi VIII d'Assia-Darmstadt | Ernesto Luigi d'Assia-Darmstadt                                       |                                              |  |  |       |  |  |                                          |  |  |                                                    |  |
|                                                        | Luigi VIII d'Assia-Darmstadt | Ernesto Luigi d'Assia-Darmstadt                                       |                                              |  |  |       |  |  |                                          |  |  |                                                    |  |
|                                                        | Luigi VIII d'Assia-Darmstadt | Dorotea Carlotta di Brandeburgo-Ansbach                               |                                              |  |  |       |  |  |                                          |  |  |                                                    |  |
| Giorgio Guglielmo d'Assia-Darmstadt                    | Luigi VIII d'Assia-Darmstadt |                                                                       |                                              |  |  |       |  |  |                                          |  |  |                                                    |  |
|                                                        |                              | Carlotta di Hanau-Lichtenberg                                         | Giovanni Reinardo III di Hanau-Lichtenberg   |  |  |       |  |  |                                          |  |  |                                                    |  |
|                                                        |                              | Carlotta di Hanau-Lichtenberg                                         | Giovanni Reinardo III di Hanau-Lichtenberg   |  |  |       |  |  |                                          |  |  |                                                    |  |
|                                                        |                              | Carlotta di Hanau-Lichtenberg                                         | Dorotea Federica di Brandeburgo-Ansbach      |  |  |       |  |  |                                          |  |  |                                                    |  |
| Augusta Guglielmina d'Assia-Darmstadt                  |                              | Carlotta di Hanau-Lichtenberg                                         |                                              |  |  |       |  |  |                                          |  |  |                                                    |  |
|                                                        |                              | Cristiano Carlo Reinardo di Leiningen-Dachsburg-Falkenburg-Heidesheim | Giovanni di Leiningen-Dagsburg-Falkenburg    |  |  |       |  |  |                                          |  |  |                                                    |  |
|                                                        |                              | Cristiano Carlo Reinardo di Leiningen-Dachsburg-Falkenburg-Heidesheim | Giovanni di Leiningen-Dagsburg-Falkenburg    |  |  |       |  |  |                                          |  |  |                                                    |  |
|                                                        |                              | Cristiano Carlo Reinardo di Leiningen-Dachsburg-Falkenburg-Heidesheim | Giovanna Maddalena di Hanau-Lichtenberg      |  |  |       |  |  |                                          |  |  |                                                    |  |
| Maria Luisa Albertina di Leiningen-Dagsburg-Falkenburg |                              | Cristiano Carlo Reinardo di Leiningen-Dachsburg-Falkenburg-Heidesheim |                                              |  |  |       |  |  |                                          |  |  |                                                    |  |
|                                                        |                              | Caterina Polissena di Solms-Rödelheim                                 | Luigi di Solms-Rödelheim                     |  |  |       |  |  |                                          |  |  |                                                    |  |
|                                                        |                              | Caterina Polissena di Solms-Rödelheim                                 | Luigi di Solms-Rödelheim                     |  |  |       |  |  |                                          |  |  |                                                    |  |
|                                                        |                              | Caterina Polissena di Solms-Rödelheim                                 | Carlotta Sibilla di Ahlefeld                 |  |  |       |  |  |                                          |  |  |                                                    |  |
|                                                        |                              | Caterina Polissena di Solms-Rödelheim                                 |                                              |  |  |       |  |  |                                          |  |  |                                                    |  |